# Oeceoclades callmanderi
Oeceoclades callmanderi är en orkidéart som beskrevs av Jean Marie Bosser. Oeceoclades callmanderi ingår i släktet Oeceoclades och familjen orkidéer. Inga underarter finns listade i Catalogue of Life.